# Diavolul din tine
Diavolul din tine (cu titlul original The Devil Inside; „Diavolul din interior” ) este un film de groază american, regizat de William Brent Bell și cu scenariul realizat de Matthew Peterman. Este un film în stil documentar despre o femeie care este implicată în diferite cazuri de exorcism, încercând să afle ce i s-a întâmplat mamei ei. Produs de Peterman și Morris Paulson, filmul îi are în rolurile principale pe Fernanda Andrade, Simon Quarterman, Evan Helmuth și Suzan Crowley. A fost lansat în cinematografe pe 6 ianuarie 2012.
Filmul a fost lider în box office-ul din Statele Unite în primul weekend de la lansare, fiind surclasată în următoarea săptămână, înainte să iasă complet din primele zece filme. Filmul a fost criticat atât de public, cât și de criticii de specialitate. Cu toate acestea, a avut un succes comercial imens, cu un venit de peste 100 de milioane de dolari.

## Acțiunea filmului
La 30 octombrie 1986, Maria Rossi ucide trei membri ai bisericii în timp ce este exorcizată.
Douăzeci de ani mai târziu, Isabella și amicul ei, cameramanul Michael, încep filmările unui documentar despre exorcism, vizitând o școală din Roma pentru afla mai multe despre mama ei. Acolo întâlnește doi preoți, Ben și David. Aceștia îi prezintă exorcizarea tinerei Rosalita. Rosalita îi atacă pe cei doi preoți și face remarci obscene în diferite limbi. O strigă pe Isabella pe nume, în ciuda faptului că nu o cunoaște. În cele din urmă, ordinea este restabilită.
Când Isabella își vizitează mama la sanatoriu, observă că aceasta vorbește pe diferite accente și are tăieturi în formă de cruci pe mâini și pe buza de jos. Maria îi spune Isabellei că uciderea unui copil este un păcat, după care începe să țipe. Isabella le explică lui Ben și lui David că a suferit un avort cu ani în urmă, însă mama ei nu avea de unde ști. În ciuda faptului că Biserica nu autorizează exorcismul fără dovezi clare că pacientul e posedat, cei doi preoți încep exorcizarea Mariei. În acest timp, Maria menționează că știe date despre trecutul lui Ben, se eliberează și îl izbește pe acesta de perete. Doctorii pătrund în sală și instaurează ordinea.
După ce analizează înregistrările video și audio, ei prezintă dovezile Bisericii. David începe să fie stresat, în timp ce Ben devine tot mai frământat de spusele Mariei. Realizează că aceasta este posedată de patru demoni diferiți. Între timp, David realizează un botez la biserică, fiind filmat de Michael. Slujba se desfășoară fără incidente, până când David afundă copilul în apă și începe să privească în gol, înspre cameră. Mulțimea de oameni reușește să salveze copilul.
La scurt timp, Ben îl găsește pe David în casă, cu sânge pe antebraț. Poliția sosește, iar David reușește să ia pistolul unui ofițer, punându-și-l la gură. Rostește „Tatăl nostru”, însă se oprește brusc, începe să râdă, după care se împușcă. În acel moment, Isabella are o convulsie. Ben ajunge la concluzia că este posedată, iar Isabella este internată la spital. Acolo, această ucide o asistentă medicala și creează panică. Ben și Michael o duc pe Isabella cu forța la mașină, mergând să aducă ajutor pentru o potențială exorcizare. Isabella îi atacă pe cei doi, iar Michael pierde controlul mașinii. Camera de filmat începe să se întrerupă, arătând secvențe cu Isabella, Ben și Michael fiind aruncați prin mașină, în timpul accidentului. Înainte de genericul de final, un mesaj pe ecran dezvăluie că misterul familiei Rossi nu a fost încă dezlegat.

## Distribuție
- Fernanda Andrade în rolul Isabellei Rossi
- Simon Quarterman în rolul lui Ben
- Evan Helmuth în rolul lui David
- Ionuț Grama în rolul lui Michael
- Suzan Crowley în rolul Mariei Rossi
- Bonnie Morgan în rolul Rosalitei
- Ilinca Hărnuț în rolul infirmierei italiene